# Galop

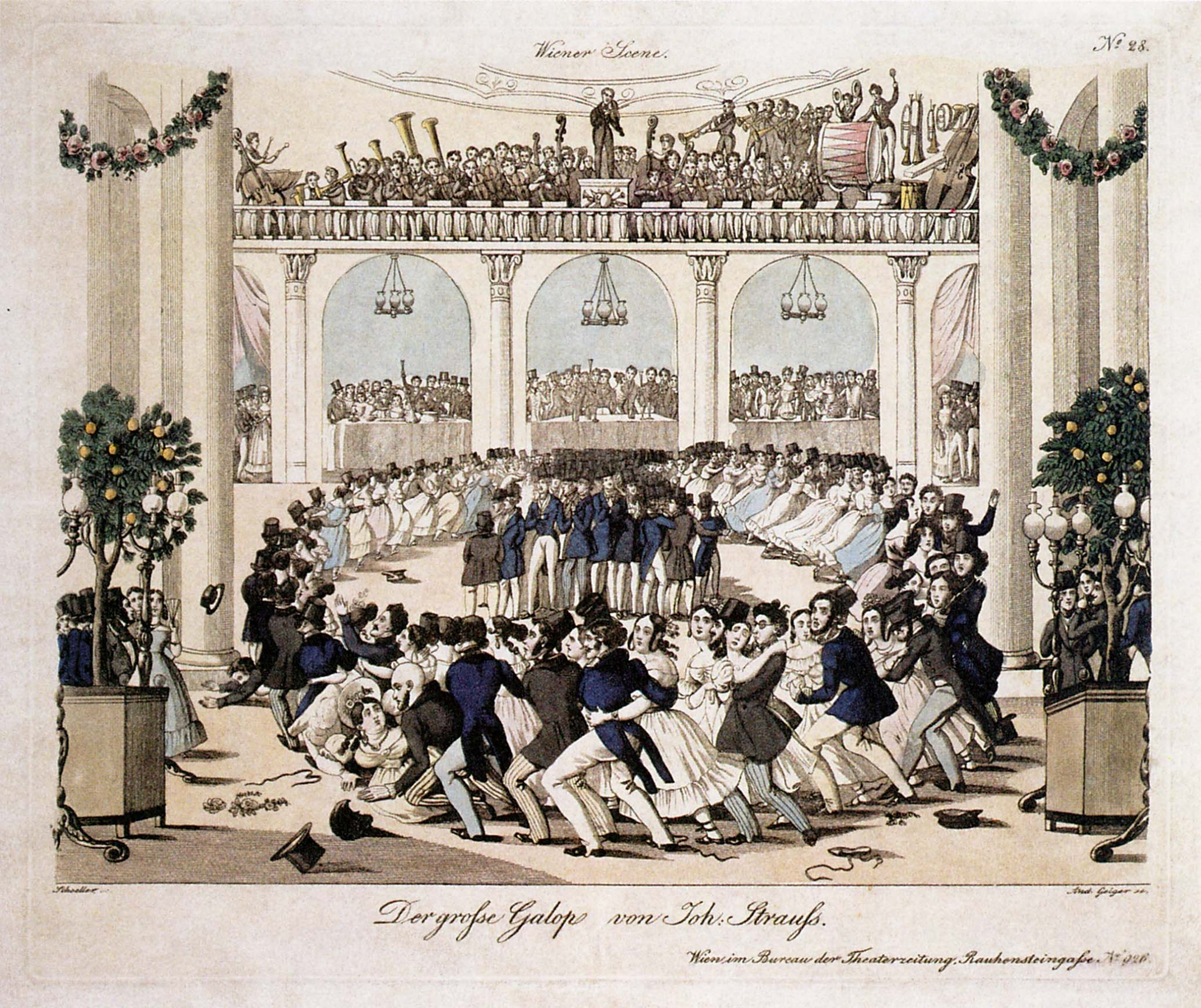
Grabado en cobre del "Great Galop" de Johann Strauss (1839).

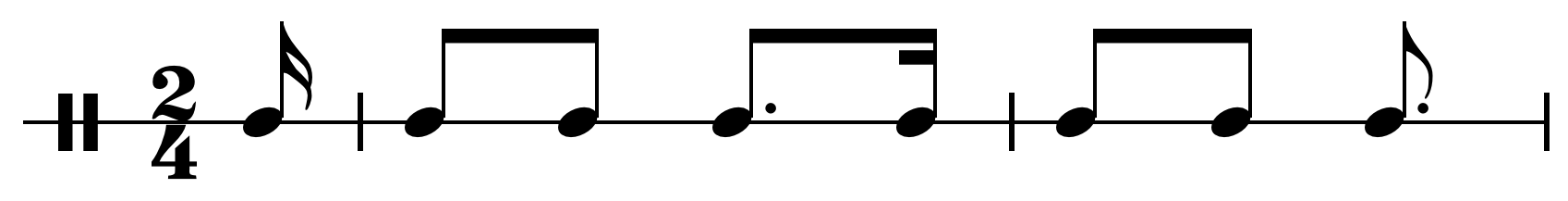
Ritmo de galop.

El galop, llamado así por la marcha rápida del caballo, a galope, es una danza de salón de carácter vivo, de ritmo binario y un tempo de rápido a muy rápido. Es una versión rápida de la cuadrilla.
Como danza campestre, se originó a principios del siglo XIX en el suroeste de Alemania con el nombre de Hopser o Rutscher y parece que recibió el nombre de galop cuando se introdujo en Francia a principios de siglo, donde no tardó en arraigar. No solo se introdujo, a fines de la década de 1820, en la sociedad parisina por la duquesa de Berry sino que se hizo muy popular en Viena, Berlín y Londres. 

## Descripción de la danza
Como popular baile de salón de tempo muy rápido y compás de 2/4 era bailable circularmente (los bailarines se colocaban en círculo) y se ejecutaba con pasos saltarines, como el galope de un caballo. Se realizaba en parejas, en posición cerrada, desplazándose rápidamente por la sala. En su creación la mano se colocaba, apretada, en la cintura. Se dividía en una serie de ocho cambios de pasos, con un posible cambio de posición al final de la serie. Solía utilizarse como baile final de la velada.
El galop fue un precursor de la polca, que se introdujo en los salones de baile de Praga en la década de 1830 y se puso de moda en París cuando Raab, un profesor de baile de Praga, bailó la polca en el Teatro Odéon en 1840. Con similares características musicales está el cancán solo que en lugar de parejas en un salón, se utiliza una fila de bailarinas en un escenario.

## Composiciones notables
- La famosa "Danza de las Horas" de la ópera La Gioconda (1876) de Ponchielli es un galop.
- Beethoven tiene su marcha para banda militar WoO 19: Pferdemusik (Música de caballos)(1810).
- En la ópera de 1829, Rossini, Guillermo Tell, tuvo gran éxito el galop del Finale de su obertura, una "carga de caballería".
- El Grand Galop Chromatique de 1838 es una composición para piano solista de Franz Liszt. También el 'Galop en La menor' (1846).
- El Post Horn Galop, escrito por el virtuoso de la corneta de posta Herman Koenig, se interpretó por primera vez en Londres en 1844.[3]
- Daniel-François Auber en su ópera de 1833 Gustave III, ou le Bal masqué.
- Numerosos galops fueron escritos por Johann Strauss II.
- Dmitri Shostakóvich empleó un 'galop de corneta de posta' como el segundo Allegro scherzo de su Octava Sinfonía en 1943.
- Franz Schubert compuso el Grazer Galopp y también el cuarto movimiento de su Sinfonía N.º. 2 a modo de galop.
- El 'Galop del diablo' de Charles Williams.
- El 'Galop infernal' del Orfeo en los infiernos, opereta de Jacques Offenbach.
- El 'Galop de los comediantes' de Los comediantes de Dmitri Kabalevski.
- El 'Galop Prestissimo' de Émile Waldteufel.
- El 'Galope Malapou' (Op. 148) de Josef Lanner (1801-1843).
- El compositor danés Hans Christian Lumbye (1810-1874) escribió varios galops, incluido el 'Galop Champagne' (1845).[4] Otras obras incluyen el 'Galop del  tren de vapor de Copenhague  (1847) y el 'Galop del telégrafo' (1844).
- George Gershwin compuso el galop 'Clase de ballet francés' para dos pianos en su partitura para la película de 1937 Shall We Dance.
- Nino Rota (1911-1979) compuso varios galops.